# Kabinett Lawrence Gonzi I
Das maltesische Kabinett Lawrence Gonzi I wurde am 23. April 2004 von Premierminister Lawrence Gonzi von der Partit Nazzjonalista (PN) gebildet. Es löste das fünfte Kabinett Fenech Adami ab und befand sich bis zum 12. März 2008 im Amt.

## Geschichte

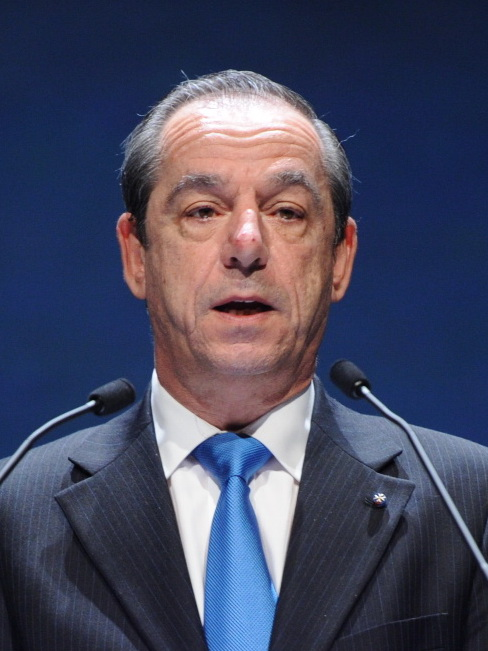
Lawrence Gonzi

Nachdem der zum Staatspräsidenten gewählte bisherige Premierminister Edward „Eddie“ Fenech Adami am 23. März 2004 zurückgetreten war, übernahm der bisherige Minister für Soziales und Parlamentarische Angelegenheiten Lawrence Gonzi das Amt des Premierministers und bildete im Anschluss sein erstes Kabinett. Zugleich wurde Gonzi Nachfolger von Fenech Adami als Vorsitzender der Partit Nazzjonalista.
Am 1. Mai 2004 wurde Malta im Zuge der EU-Erweiterung 2004 gemeinsam mit neun anderen Staaten in die Europäische Union aufgenommen, nachdem die Bevölkerung dem in einem Referendum mit knapper Mehrheit zugestimmt hatte, und stellt seitdem deren kleinstes Mitglied dar. Zeitgleich trat der Mittelmeerstaat auch dem Schengener Abkommen bei und am 21. Dezember 2007 fielen die Grenzkontrollen weg. Nachdem Malta bereits seit dem 29. April 2005 Mitglied des Wechselkursmechanismus II war, stand ihm die Möglichkeit der Einführung des Euro als Währung offen, für welche am 27. Februar 2007 der Antrag gestellt wurde. Am 16. Mai 2007 gaben die Europäische Kommission und die Europäische Zentralbank bekannt, dass das Land die gemeinschaftliche Währung der Europäische Wirtschafts- und Währungsunion zum 1. Januar 2008 einführen könne. Diese Entscheidung wurde am 21. Juni auf einem EU-Gipfel in Brüssel von den Staats- und Regierungschefs der Europäischen Union offiziell bestätigt. Am 1. Januar 2008 führte Malta somit den Euro mit eigenen Münzen ein.
Bei den Wahlen zum Repräsentantenhaus am 8. März 2008 konnte sich die PN Gonzis nur knapp gegen die oppositionelle Partit Laburista (PL) des ehemaligen Premierministers Alfred Sant behaupten. Die PN erzielte 143.468 Wählerstimmen (49,34 Prozent) und verfügte mit 35 Mandaten in dem auf 69 Sitze erweiterten Parlament über eine knappe absolute Mehrheit von einem Mandat. Die PL kam auf 141.888 Stimmen (48,79 Prozent) und verfügte über 34 Sitze im Repräsentantenhaus. Gonzi bildete im Anschluss am 12. März 2008 sein zweites Kabinett.

## Kabinett
Dem Kabinett gehörten folgende Minister an:
| Amt                                                                                    | Name                      | Partei               | Anmerkungen |
| -------------------------------------------------------------------------------------- | ------------------------- | -------------------- | --- |
| Premierminister und Finanzminister                                                     | Lawrence Gonzi            | Partit Nazzjonalista | |
| Minister für Justiz, Inneres und Parlamentarische Angelegenheiten                      | Tonio Borg                | Partit Nazzjonalista | |
| Minister für Bildung, Beschäftigung und Ausbildung sowie Minister für Jugend und Sport | Louis Galea               | Partit Nazzjonalista | |
| Außenminister                                                                          | John Dalli Michael Frendo | Partit Nazzjonalista | Dalli: Amtszeit 23. März bis zum Rücktritt am 3. Juli 2004 Frendo: Amtszeit 3. Juli 2004 bis 12. März 2008, zuvor Parlamentarischer Sekretär für Auswärtiges |
| Minister für Tourismus, Künste und kulturelles Erbe                                    | Francis Zammit Dimech     | Partit Nazzjonalista | |
| Minister für Verkehr und städtische Entwicklungsprojekte                               | Jesmond Mugliett          | Partit Nazzjonalista | |
| Ministerin für Familien und soziale Solidarität                                        | Dolores Cristina          | Partit Nazzjonalista | |
| Minister für Ressourcen und Infrastruktur                                              | Anthony „Ninu“ Zammit     | Partit Nazzjonalista | |
| Ministerin für Gozo                                                                    | Giovanna Debono           | Partit Nazzjonalista | |
| Gesundheitsminister                                                                    | Louis Deguara             | Partit Nazzjonalista | |
| Minister für Kommunikation und nationale Projekte                                      | Austin Gatt               | Partit Nazzjonalista | |
| Minister für ländliche Angelegenheiten und Umwelt                                      | George Pullicino          | Partit Nazzjonalista | |
| Minister für Kommunikation und Wettbewerbspolitik                                      | Censu Galea               | Partit Nazzjonalista | |

Dem Kabinett gehörten folgende Parlamentarische Sekretäre an:
| Amt                                                      | Name                   | Partei               | Anmerkungen                                                  |
| -------------------------------------------------------- | ---------------------- | -------------------- | ------------------------------------------------------------ |
| Parlamentarischer Sekretär für Auswärtiges               | Michael Frendo         | Partit Nazzjonalista | Amtszeit 23. März bis zum 3. Juli 2004, danach Außenminister |
| Parlamentarischer Sekretär für Finanzen                  | Antonio „Tonio“ Fenech | Partit Nazzjonalista |                                                              |
| Parlamentarische Sekretärin für Gesundheit               | Helen D’Amato          | Partit Nazzjonalista |                                                              |
| Parlamentarischer Sekretär für Wettbewerbspolitik        | Edwin Vassallo         | Partit Nazzjonalista |                                                              |
| Parlamentarischer Sekretär für ländliche Angelegenheiten | Francis „Frans“ Agius  | Partit Nazzjonalista |                                                              |
| Parlamentarischer Sekretär für Justiz                    | Carmelo Mifsud Bonniċi | Partit Nazzjonalista |                                                              |